# (33176) 1998 FN12
(33176) 1998 FN12 est un astéroïde de la ceinture principale d'astéroïdes découvert en 1998.

## Description
(33176) 1998 FN12 a été découvert le 20 mars 1998 à la station de Xinglong, dans la province chinoise d'Hebei (Chine), par le Beijing Schmidt CCD Asteroid Program.

### Caractéristiques orbitales
L'orbite de cet astéroïde est caractérisée par un demi-grand axe de 2,86 ua, un périhélie de 2,77 ua, une excentricité de 0,03 et une inclinaison de 1,92° par rapport à l'écliptique. Du fait de ces caractéristiques, à savoir un demi-grand axe compris entre 2 et 3,2 ua et un périhélie supérieur à 1,666 ua, il est classé, selon la JPL Small-Body Database, comme objet de la ceinture principale d'astéroïdes.

### Caractéristiques physiques
(33176) 1998 FN12 a une magnitude absolue (H) de 14,8 et un albédo estimé à 0,299.